# Pleuricospora fimbriolata
Pleuricospora fimbriolata ist eine Pflanzenart aus der Familie der Heidekrautgewächse (Ericaceae) und die einzige Art ihrer Gattung.

## Beschreibung
Pleuricospora fimbriolata ist eine chlorophylllose, myko-heterotrophe krautige Pflanze. Ihr Wurzelsystem ist korallenförmig, die aus ihnen sprießende Spross- und Blütenstandsachse steht aufrecht und ist cremeweiß bis rötlich. Die Blätter sind einfach.
Der Blütenstand ist ein- bis mehrblütig, die röhrenförmigen Blüten sind in der Regel vierzählig. Kelchblätter sind vorhanden, die Kronblätter sind unverwachsen. Die Staubblätter sind ebenso lang wie die Krone, die Staubbeutel wenden sich nicht um. Der Griffel ist dauernd, die Narbe nur schwach erweitert.
Der Fruchtknoten weist parietale Plazentation auf. Die Frucht öffnet sich nicht, die Samen sind eiförmig und dickhäutig. 
Die Chromosomenzahl beträgt 2n = 52.

## Verbreitung
Die Art findet sich im Westen Nordamerikas in British Columbia, Oregon, Washington und Kalifornien in Höhenlagen zwischen 150 und 2750 Metern.

## Systematik
Art und Gattung wurden 1868 durch Asa Gray erstbeschrieben.